# Dolžniška kriza evroobmočja
Dolžníška kríza évroobmóčja je dolgotrajna finančna kriza v Evropi, ki je najbolj izrazita v deželah evroobmočja in je v akutno fazo prešla sočasno s finančno krizo v Združenih državah Amerike in nekaterih drugih državah (Islandija) po letu 2008. Finančna kriza je povzročila gospodarski zastoj v svetovnih razsežnosti, z zmanjševanjem proizvodnje in zaposlenosti, ter je prerasla v globoko družbeno-politično krizo. Svetovno gospodarsko krizo z začetkom leta 2008 po globini in obsegu lahko primerjamo le z veliko gospodarsko krizo v 1930. letih. Kriza teh razsežnosti povzroča dvome o vzdržnosti kapitalizma kot družbenega sistema in grozi s političnimi prevrati, kot je bil nastop nacizma v Nemčiji leta 1933.  
V ZDA, Islandiji in tudi v evropskih državah je v jedru krize bil bančni sistem in sistem trgovanja z izpeljanimi finančnimi instrumenti. Bančni sistem, vključno s centralnimi bankami, omogočal pretiran obseg cenenih posojil. V ZDA je v umetnih »finančnih produktih« bilo skrito veliko posojil, za odplačevanje katerih posojilojemalci niso imeli zadostnih jamstev. Veliko posojil je bilo usmerjeno v gradnjo hiš, ki so jih kupovale družine z razmeroma nizkimi dohodki. Veliko povpraševanje po nepremičninah, ki ga je povzročila možnost najemanja posojil brez zadostnega jamstva je povzročilo »nepremičninski balon«. V ozadju tega procesa so bili veliki dobički v finančnem sistemu pri trgovanju s finančnimi instrumenti brez ustrezne ocene tveganja , . Velik obseg nezadostno zavarovanih posojil je v trenutku zloma borze povzročil verigo propadov bank. Ključno vlogo so v procesu napihovanja balona imele bonitetne agencije, ki so zaradi povečevanja svojega poslovanja izdajale neutemeljeno ugodne ocene varnosti finančnih instrumentov.
V evroobmočju se je kriza v začetku zdela prenešena iz ZDA. Kasneje so se pokazale posebnosti, ki izvirajo iz nepopolnosti sistema skupne valute (evro). V jedru je prav tako kot v ZDA neustrezna poslovna politika bank, ki so odobrile veliko kreditov brez ustreznih jamstev ali kreditojemalcem, ki so v gospodarski krizi propadli. Države so skušale reševati banke, vendar je bil obseg slabih kreditov tako velik, da več držav evroobmočja ni zmoglo dodatnega bremena. V gospodarski recesiji se je grozečemu zlomu bančnega sistema pridružila tudi javno-finančna nelikvidnost: previsok proračunski primanjkljaj in previsoki državni dolgovi. Najbolj kritične so bile razmere v Grčiji, na Portugalskem, Irskem, pa tudi v večini novih članic EU, vključno s Slovenijo. 